# Marquis Cha-Cha
«Marquis Cha-Cha» — одиннадцатый сингл британской рок-группы The Fall. Песня, записанная в рочдейлской Cargo Studios в июне-июле 1982 года, вошла в альбом Room to Live, но синглом была выпущена лишь в ноябре 1983 года лейблом Kamera Records (ERA014) с «Room to Live» на обороте.

## История
Песня «Marquis Cha-Cha» была задумана как авторский комментарий к Фолклендским событиям, на которые у Марка Э. Смита имелся особый взгляд, отличавшийся о мнения большинства. Смит резко отзывался о критике Тэтчер в связи с войной, особенно той, что он слышал в лейбористских клубах, куда регулярно приходил пить пиво. Он говорил, что его возмущают «…все эти женщины, оплакивающие их погибших сыновей, в самом начале их блестящей карьеры… Слушайте, вы вообще-то идете служить во флот, получая триста фунтов в неделю, не за то, чтобы просто красоваться в красивой форме. Вы идете туда защищать свою страну и, возможно, отдавать за неё свою жизнь».

О замысле автор песни говорил: 
...У меня появилась в разгар работы эта смешная идея: почему бы мне не отправиться в Буэнос-Айрес и не стать современной версией Лорда Гав-Гав, транслировать радиообращения британцам. 'Говорит Буэнос-Айрес! Говорит Буэнос-Айрес! Приезжайте сюда, ребята, тут не так страшно, как вам малюют...' Оригинальный текст (англ.)Yeah well I got this funny idea in the middle of it all ... why don't I get a plane to Buenos Aires and become like a modern version of Lord Ha Ha ...broadcast messages to the Brits. . . 'This is Buenos Aires calling. This is Buenos Aires calling... come over 'ere lads, it's not as bad as they paint 
it...' Марк Э. Смит
Песню «Marquis Cha-Cha» предполагалось выпустить синглом в сентябре 1982 года, параллельно с альбомом Room to Live. Однако релиз был задержан и отправлен «на полку», где и оставался до ноябре 1983 года. Коммерческого успеха релиз не имел. «„Marquis Cha-Cha“ вообще не продавался, но я им горжусь. Думаю это был сингл — всем синглам пример», — говорил Смит в 1988 году.

## Список композиций
Сторона 1
- «Marquis Cha-Cha» (Smith/Burns) 4:19

Сторона 2
- «Room to Live» (Smith/Scanlon) 2:20

Первый тираж сингла содержал ошибку: указывалось, что сторона B — это «Papal Visit».

## Издания
Оригинальные сингловые версии:

## Состав участников
| - Марк Э. Смит — вокал - Крэйг Скэнлон — гитара - Пол Хэнли — ударные - Марк Райли — гитара, вокал - Стив Хэнли — бас-гитара - Карл Бёрнс — ударные | - Кей О’Салливан (Kay O’Sullivan, трек 1) и Джон Брирли (John Brierley, трек 2) — продюсеры |  |